# Стрес
Стре́с (від англ. stress — напруга, тиск) — неспецифічна реакція організму у відповідь на дуже сильну дію (подразник) зовні, яка перевищує норму, а також відповідна реакція нервової системи.
Це фізіологічна та психологічна реакція, яка є природною та адаптивною, і допомагає адекватно відповідати на дію подразників, орієнтуватись в складних обставинах та ефективно вирішувати життєві виклики.

## Історія
Термін «стрес» у фізіологію та психологію вперше ввів у 1932 році Волтер Бредфорд Кеннон у своїх класичних роботах з універсальної реакції «боротись чи втікати» (англ. fight-or-flight response). Досить часто авторство терміна передають відомому канадському фізіологу Гансу Сельє, проте використовувати саме поняття стрес він почав лише у 1946 році для пояснення загального адаптаційного напруження.

## Адаптація
Адаптація — це біологічна функція стресу. Тобто стрес, як особливий психофізіологічний стан, забезпечує захист організму від загрозливих та руйнівних впливів, як психічних, так і фізичних. Тому виникнення стресу означає, що людина включилась в певну діяльність, спрямовану на протидію небезпечним для неї впливам. При цьому в організмі розвивається функціональний стан, який характеризується комплексом реакцій нервової, гормональної та інших систем організму. Таким чином, стрес — це нормальна реакція здорової людини, захисний механізм біологічної системи. Але здатність до адаптації не безмежна. У тому випадку, коли інтенсивність впливу та його тривалість перевищують функціональні можливості протидій організму (на противагу позитивному еустресу), виникає дистрес.
Шкала стресу Холмса і Рахе була розроблена як метод оцінки ризику захворювання через зміни у житті.

## Фізіологічні зміни в організмі у відповідь на дію стресорів
У процесі еволюції при зіткненні організму з труднощами, було доведено, що він виробляє такі основні типи реагування: активний — це боротьба; пасивний — це втеча; компромісний — це терпіння. Незалежно від того, який тип реагування вибере організм, перша реакція буде однотиповою — мобілізація функціональних можливостей для подолання надто високих потреб. Походження стресових факторів (стресорів) може бути різноманітним. Це фізичні, хімічні, теплові, соціальні, психічні чинники. Напруга, втома, біль, приниження, втрата крові, довготривала фізична або розумова робота, безсоння, раптовий успіх, проте, незалежно від того позитивні чинники діють чи негативні, відповідь організму буде однаковою. Стрес не завжди є результатом порушення. Будь-яка нормальна діяльність — гра в шахи, емоційні обійми, придбання цуценяти, можуть обумовити розвиток стану стресу, не завдаючи організму шкоди.
Після впливу на організм стресового подразника активізується функція гіпофізу. Він починає в підвищеній кількості виділяти адренокортикотропний гормон, який у свою чергу стимулює діяльність кори наднирників. Ті ж починають виробляти більше гормонів, зокрема кортикостероїдів. Кортикостероїди стимулюють механізми, завдяки яким організм пристосовується (адаптується) до нових умов.

### Види стресу
Фізіологічний стрес пов'язаний з об'єктивними змінами умов життєдіяльності людини. Стресорами при цьому можуть бути мікроклімат, радіація, шум, вібрація, природні стихійні лиха (землетрус, повінь, виверження вулкана) та навіть затоплення квартири сусідами. Психоемоційний  стрес виникає з особистої позиції індивіда. Людина реагує на те, що її оточує згідно зі своєю інтерпретацією зовнішніх стимулів, яка залежить від особистісних характеристик, соціального статусу, рольової поведінки, віку, вихованості, життєвого досвіду. Скажімо, крадіжка гаманця для одного стане стимулом бути уважнішим, сконцентрованим, більше попрацювати, щоб повернути втрачене. А іншого навпаки охопить апатія, відчуття своєї нікчемності та постійного невезіння. Повна відсутність стану стресу при впливі збуджуючих факторів означає смерть. Здатність організму до адаптації поступово втрачається з віком.

### Стадії стресу

Три стадії розвитку стресової ситуації

Г. Сельє запропонував виділити три стадії розвитку стресової реакції:
1) Стадія тривожності — характеризується зменшенням розмірів вилочкової залози, селезінки, лімфатичних вузлів, що пов'язано з активацією глюкокортикоїдів.
2) Стадія резистентності — розвивається гіпертрофія кори наднирників зі стійким підвищенням секреції кортикостероїдів та адреналіну. Вони збільшують кількість циркулюючої крові, підвищують артеріальний тиск, підсилюється утворення печінкою глікогену. В цій стадії зазвичай підвищується стійкість та протидія організму до надзвичайних подразників. У людини на цій стадії активізується розумова та м'язова діяльність, мобілізується воля та бажання подолати незвичні обставини або надзвичайну ситуацію. Якщо дія чинника на цій стадії припиняється або слабшає, зміни, які він викликав, поступово нормалізуються.
3) Стадія виснаження. Однак, якщо вплив стресового фактора не припиняється, він продовжує бути надто сильним і тривалим, розвивається стійке виснаження кори наднирників. Знову з'являються реакції тривожності. Ці процеси є необоротними і закінчуються загибеллю організму (смертю).

## Захворювання, викликані стресом

### Соматичні хвороби
Хоча синдром адаптації має захисний та пристосувальний характер, в деяких випадках відповідна реакція організму може виявитись не адекватною умовам, які її викликали. Вона може бути сильнішою ніж треба, надто слабкою або спотвореною. І тоді ця реакція стає причиною наступних патологічних змін в організмі. Ці патологічні зміни Г. Сельє назвав «хворобами адаптації». Вирішальне значення мають не стільки сильні, але рідкісні зворушення, скільки неприємності, які діють постійно день в день. Вони непомітно підточують сили людини та викликають хронічні патологічні процеси.
Ішемічна хвороба серця - найбільш розповсюдженим розладом серцево-судинної системи, який виникає в результаті частого психоемоційного збудження є ішемічна хвороба серця та атеросклероз. У процесі дії стресора активізується гіпофіз, гіпоталамус, наднирники, виділяється адреналін. В результаті підвищується пульс, артеріальний тиск, дихання. У крові збільшується рівень жироподібних речовин — ліпідів. Якщо організм не витрачає їх м'язовими зусиллями, жир відкладається на внутрішній поверхні стінки судин. Згодом там утворюється сполучна тканина, накопичується кальцій. На цих ділянках звужується просвіт судин, погіршується їх пружність, розвивається атеросклероз, а згодом і ішемічна хвороба.
Артеріальна гіпертензія або гіпертонічна хвороба виникає в результаті порушення тонусу судин, який регулюється нервовою системою. Якщо людини постійно стикається з ситуаціями при яких підвищується психоемоційне напруження, тонус судин весь час залишається високим, патологічним щодо повсякденних потреб організму. Це призводить до підвищення артеріального тиску.
Виразкова хвороба - постійні розлади нервової системи грають певну роль, а в деяких випадках і провідну у виникненні захворювань шлунково-кишкового тракту, таких як гастрит та виразка шлунку і дванадцятипалої кишки. В нормальних умовах шлунковий сік діє тільки на їжу, яка потрапляє у шлунок. Під час стресу, в результаті збудження нервової системи, шлунковий сік починає виділятись не залежно від того є у шлунку що перетравлювати чи нема. Він порушує цілісність (роз'їдає) слизову оболонку шлунка та дванадцятипалої кишки. Коли це продовжується тривалий час, на ній виникають ерозії, а згодом і виразки.
Також слід сказати, що довготривалий стрес значно погіршує функції та можливості імунної системи. А при зниженні імунітету у людини частіше загострюються хронічні хвороби, важче перебігають запальні, бактеріальні, вірусні та інші захворювання.

### Психічні хвороби
До психоемоційних наслідків стресу можна віднести депресію, «синдром хронічної втоми», неврози, зокрема істерію та психастенію. Синдром хронічної втоми можна спостерігати чи не у кожної другої людини що працює. Це пов'язане з досить великими вимогами на роботі, часто не виконанням роботодавцем норм трудового кодексу, внаслідок цього зменшення часу відпочинку у робітника, непорозуміння в сім'ї. Далі безсоння, постійна напруженість, дратівливість. Без належної корекції такого стану може початись депресія, яка у свою чергу є стресом для організму. І щоб розірвати це «замкнуте коло» напевне доведеться звернутись до лікаря-спеціаліста.
Неврози розвиваються частіше у людей, яких за типом темпераменту можна віднести до холериків та меланхоліків. Істерія — результат слабкого типу нервової системи. Вона характеризується перевагою емоційних реакцій, близьких до безумовних рефлексів. Тобто процеси збудження різко переважають над процесами гальмування. В такому стані людина плутає вигадане з дійсним, втрачає критичне відношення до свого оточення, стає дуже знервованою, образливою. Психастенія виявляється в недовірі до своїх здібностей, пам'яті, зниженні самооцінки, перебільшенні своїх вигаданих страждань. Ці прояви мають надто нав'язливий характер.
Стрес грає велику роль в етіології синдрому Скуміна, якій набуває розвитку у четвертої частини пацієнтів після протезування клапанного апарату серця та проявляється у вигляді нав'язливих сумнівів у надійності імплантатів, невиправданим страхом їх поламання, стійким негативним відношенням до фізичних та психоемоційних навантажень, специфічним розладом сну, почуттям тривоги, розгубленості, депресивним фоном настрою.[джерело?]

## Стрес і нервові процеси

### Орієнтовний рефлекс
Кожному відомо відчуття, яке виникає при очікуванні нового незвичайного подразника. У людини загострюється слух, увага, напружуються м'язи. У фізіології така реакція називається орієнтовним рефлексом. Якщо подразник, який викликав орієнтовний рефлекс є шкідливим для організму, це може призвести до стресу. Прикладом може бути аварійна ситуація на дорозі. Водій концентрується, напружується, щоб уникнути аварії, але вона все ж таки трапляється. Внаслідок цього — стрес.
Якщо стресова ситуація вирішується позитивно, організм тренується, загострюється увага, воля. У енергійних та впевнених у собі людей будь-які труднощі викликають ентузіазм та з успіхом долаються. Навпаки, у людей зі слабкою волею життєві перешкоди руйнують орієнтовний рефлекс, що робить їх не рішучими та безпорадними.

### Стан афекту
При дії надто сильного та довготривалого подразника на нервову систему, процес збудження може охопити нервові клітини головного мозку. У такому стані гальмівні рефлекси не спрацьовують і людина повністю втрачає контроль над своїми діями. Такий стан організму називається — стан афекту. Багато кримінальних злочинів скоюється саме в стані афекту.

## Ознаки та причини стресового напруження
Важливо знати які події і у яких випадках є стресогенними саме для вас — це допоможе пом'якшити негативні наслідки. Також важливо навчитись виявляти у себе ознаки стресової напруги та переводити ці сигнали зі сфери почуттів (емоційної) у сферу розуму (раціональну) і тим самим ліквідувати небажаний стан.
Ознаки стресової напруги: 1) Неможливість зосередитись на будь-чому; 2) Занадто часті помилки в роботі; 3) Погіршення пам'яті; 4) Постійне відчуття втоми; 5) Дуже швидке мовлення; 6) Думки зникають; 7) Безпричинні болі у голові, спині, шлунку; 8) Робота не надає колишнього задоволення; 9) Втрата почуття гумору; 10) Різко зростає кількість викурених цигарок; 11) Пристрасть до алкогольних напоїв; 12) Постійне відчуття голоду або навпаки втрата апетиту.
Якщо у вас присутні деякі з вище перерахованих основних ознак стресу, спробуйте знайти його причину. Причини стресового напруження: 1) Набагато частіше вам доводиться робити не те, що б хотілося; 2) Вам постійно бракує часу — не встигаєте нічого зробити; 3) Ви постійно хочете спати; 4) Ви бачите надто багато кольорових снів, особливо коли дуже втомилися за день; 5) Ви дуже багато палите та/або споживаєте більше ніж звичайно алкогольних напоїв; 6) Вам майже нічого не подобається; 7) У вас постійні конфлікти, як дома, так і на роботі; 8) Відчуваєте незадоволеність життям і жити взагалі не хочеться; 9) З'являється комплекс неповноцінності; 10) Вам немає з ким поговорити про свою проблему, ніхто вас не розуміє; 11) Ви не відчуваєте поваги до себе. 12) У вас є якесь хронічне захворювання або постійно турбує біль; 13) Ви не задоволені своїм особистим та сексуальним життям.

## Способи боротьби з надмірним стресом

### Методи самодопомоги
Обов'язковим є налагодження режиму роботи та відпочинку. Відпочивати потрібно активно, займаючись улюбленою справою. Це може бути риболовля, туристичний похід, плавання, робота на дачній ділянці. Рекомендована тривалість сну 7-9 годин для дорослих. Корисно дотримуватись певної дієти згідно з віком, статтю, наявними хворобами разом з тим з підвищеним вмістом вітамінів та мікроелементів. (див. також Здоровий спосіб життя)
До специфічних методів можна віднести:
- Відпочинок на природі — відпочинок на природі та споглядання природи[6] достовірно зменшують негативні наслідки надмірного стресу.[7][8][9] Проведення принаймні 120 хвилин на тиждень на природі достовірно асоціюється з хорошим здоров’ям і благополуччям.[10]
- Дихальні вправи — свідомо керуючи подихом, людина має можливість використовувати його для заспокоєння, зняття напруги, як м'язової, так і психічної. Мета-аналіз рандомізованих контрольованих досліджень 2023 року, опублікований в Scientific Reports, у висновку зазначив, що дихальні вправи можуть бути ефективними для зменшення негативних симптомів стресу, тривоги та депресивних симптомів, і можуть бути ефективними для зменшення надмірного стресу та покращення психічного здоров'я.[11] Огляд 2023 року, опублікований в Cell Reports Medicine, зазначає, що щоденні 5-хвилинні дихальні вправи та медитація усвідомленості покращують настрій і зменшують тривогу; і також що дихальні вправи покращують настрій і фізіологічне збудження більше, ніж медитація усвідомленості. Найкращі результати показала техніка подвійного вдиху та подовженого видоху (вдих 1 секунда, коротка пауза, вдих 0.25 секунд — видих 2 секунди — пауза 0.75 секунди; повторення циклу протягом 5 хвилин чи довше). Також в досліджені була підкреслена важливість регулярної практики дихальних вправ для досягнення найкращих результатів.[12]
- Релаксацію — метод за допомогою якого можна частково або цілком позбутися фізичної та психічної напруги. Релаксація є дуже корисним методом, оскільки опанувати нею досить легко. Але є одна неодмінна умова — мотивація, тобто людина повинна чітко знати для чого їй це треба.
- Концентрація — передбачає виконання спеціальних вправ на зосередження, усвідомленість, увагу до дихання, зовнішніх чи внутрішніх стимулів. Практики усвідомленності[13][14][15] й медитації[16][17][18] достовірно покращують психічне здоров'я та зменшують симптоми стресу.
- Аутогенне тренування — це вплив визначених розумових установок людини на зміну власних уявлень, переживань, відчуттів та інших психічних процесів, а також на стан окремих систем організму з конкретною метою. (див. також Афірмація) Тобто, іншими словами, аутогенне тренування це психофізіологічна саморегуляція без лікаря.

### Професійна допомога
Професійну допомогу при стресі може надати психолог, психотерапевт або психіатр. При необхідності лікар призначить антидепресанти, заспокійливі препарати, снодійні, адаптогени (ашваганда, елеутерокок, женьшень, родіола, ягоди лимонника та інші), коректори імунної системи, ліки для покращення апетиту. Ефективними є фізіотерапевтичні процедури, ванни, електросон, фітотерапія, адаптогени, відпочинок у санаторіях із рекомендованими програмами подолання стресу.

## Методи профілактики стресу
Спосіб життя — це повсякденне життя людини з раннього ранку до пізнього вечора, щотижня, щомісяця, щороку. Складовими частинами активного і релаксаційного здорового способу життя є і початок трудового дня, і режим раціонального харчування, і фізична активність та фізичні вправи, і якість відпочинку, і взаємовідносини з навколишнім середовищем та людьми, що оточують, і реакція на стрес. Саме від людини залежить яким буде її спосіб життя — активним, продуктивним, здоровим або пасивним і безглуздим.
Можливо виділити декілька основних методів профілактики стресу. Це релаксація та аутогенне тренування, надання першої допомоги при гострому стресі, аутоаналіз особистого стресу та протистресовий стиль життя, який має у собі:
- Достатній та якісний сон, здорове харчування, регулярна фізична активність та перебування на природі.
- Відстоювання власних прав і потреб; встановлення низькостресових відносин взаємної поваги; ретельне відбирання друзів і зав'язування відносин, які є підбадьорливими і спокійними.
- Участь у цікавій, вдячній роботі, яка приносить справжню винагороду. Збереження стимулюючого робочого навантаження, де періоди активності врівноважуються періодами відпочинку.
- Встановлення персональних цілей та участь у цікавих подіях та проектах, які надихають та мотивують.
- Уникання шкідливих звичок.
- Участь у діяльності, яка приносить почуття задоволення (робота, громадська діяльність, відпочинок, культурні заходи, сім'я, близькі друзі, при потребі, перебування на самоті, хобі).
- Знаходження задоволення в простій діяльності — споглядання сходу сонця, розквітлих квітів, поверхні моря, приготування смачної страви, гра з дитиною.
- Насолода повним і кипучим сексуальним життям, прямо висловлюючи свій «сексуальний апетит».
- Насолода життям уцілому; добре розвинуте почуття гумору; здатність до рефлексії.
- Вміння виражати природні потреби, бажання і почуття без виправдання.
- Ефективний розподіл часу, уникнення надмірного стресу та багатозадачності.
- Помірковане користування гаджетами та соціальними мережами; управління власними інформаційними потоками.

### Книги
- Психологія стресу: підручник / Л. Б. Наугольник. – Львів: Львівський державний університет внутрішніх справ, 2015. – 324 с.
- Психосоціальний стрес: прояви та техніки його подолання: рек. бібліограф. покажч. / Харків. нац. пед. ун-т імені Г. С. Сковороди, наук. б-ка; уклад. Т. І. Неудачина; відп. ред. О. Г. Коробкіна. – Харків: ХНПУ, 2020. - 49 с.
- Методики вивчення повсякденного стресу і способів розв’язання кризових життєвих ситуацій / О. Я. Кляпець, Б. П. Лазоренко, Л. А. Лєпіхова, В. В. Савіно ; За ред. Т. М. Титаренко. – Київ: Міленіум, 2009. – 120 c.
- Титаренко Т. М., Лєпіхова Л. А. Психологічна профілактика стресових перевантажень серед шкільної молоді: Науково-методичний посібник. – Київ: Міленіум, 2006. – 204 с.
- Розов В. І. Адаптивні антистресові психотехнології: Навч.посібн. — Київ: Кондор, 2005.-278 с. ISBN 966-8251 -27-Х
- (рос.) Скумин В. А.  Искусство психотренинга и здоровье. — Харьков, 1993. — 32 с. ISBN 5-86389-002-9

### Журнали
- Stress (Taylor & Francis)
- Work and Stress (Taylor & Francis)
- Journal of Traumatic Stress (Wiley-Blackwell)
- Anxiety, Stress and Coping (Taylor & Francis)
- Stress and Health (John Wiley & Sons)
- Neurobiology of Stress (Elsevier)
- Chronic Stress (SAGE Publications)
- International Journal of Stress Management (Американська психологічна асоціація)